# Macrohon
Macrohon è una municipalità di quarta classe delle Filippine, situata nella provincia di Leyte Meridionale, nella regione di Visayas Orientale.
Macrohon è formata da 30 barangay:
- Aguinaldo
- Amparo
- Asuncion
- Bagong Silang
- Buscayan
- Cambaro
- Canlusay
- Danao
- Flordeliz
- Guadalupe
- Ichon
- Ilihan
- Laray
- Lower Villa Jacinta
- Mabini

- Mohon
- Molopolo
- Rizal
- Salvador (Mangyang)
- San Isidro
- San Joaquin
- San Roque
- San Vicente (Upper San Roque)
- San Vicente Poblacion
- Santa Cruz (Pob.)
- Santo Niño
- Santo Rosario (Pob.)
- Sindangan
- Upper Ichon
- Upper Villa Jacinta